# Список дипломатических миссий Канады

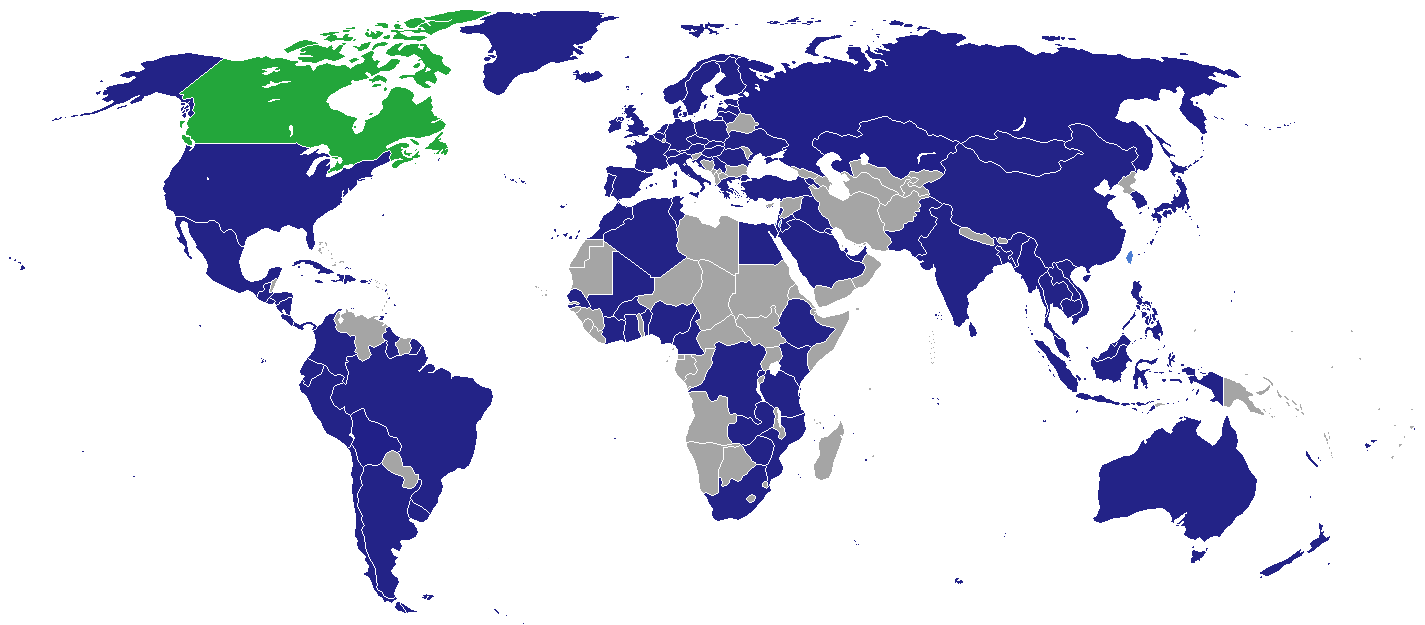

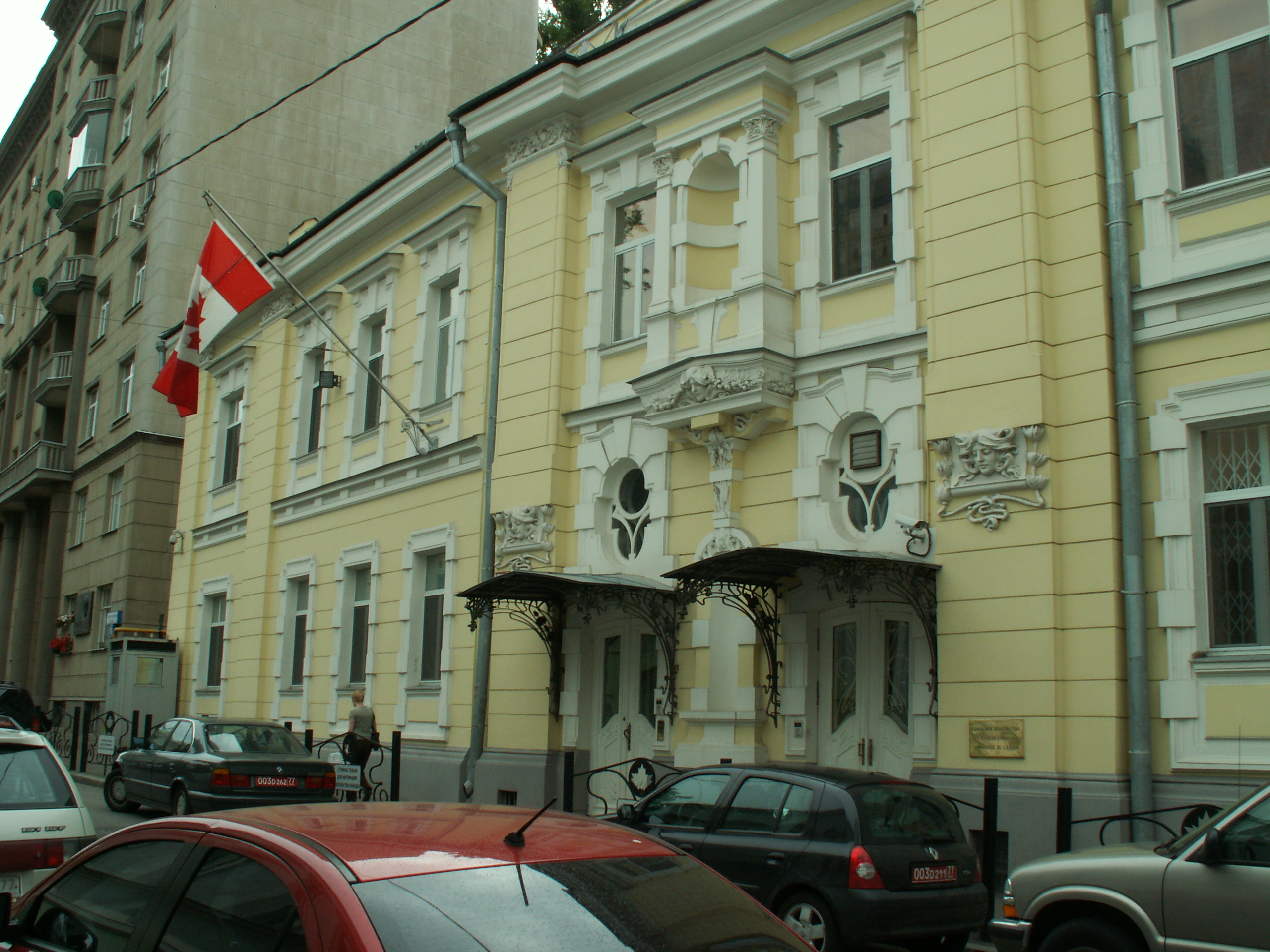
Посольство Канады в Москве

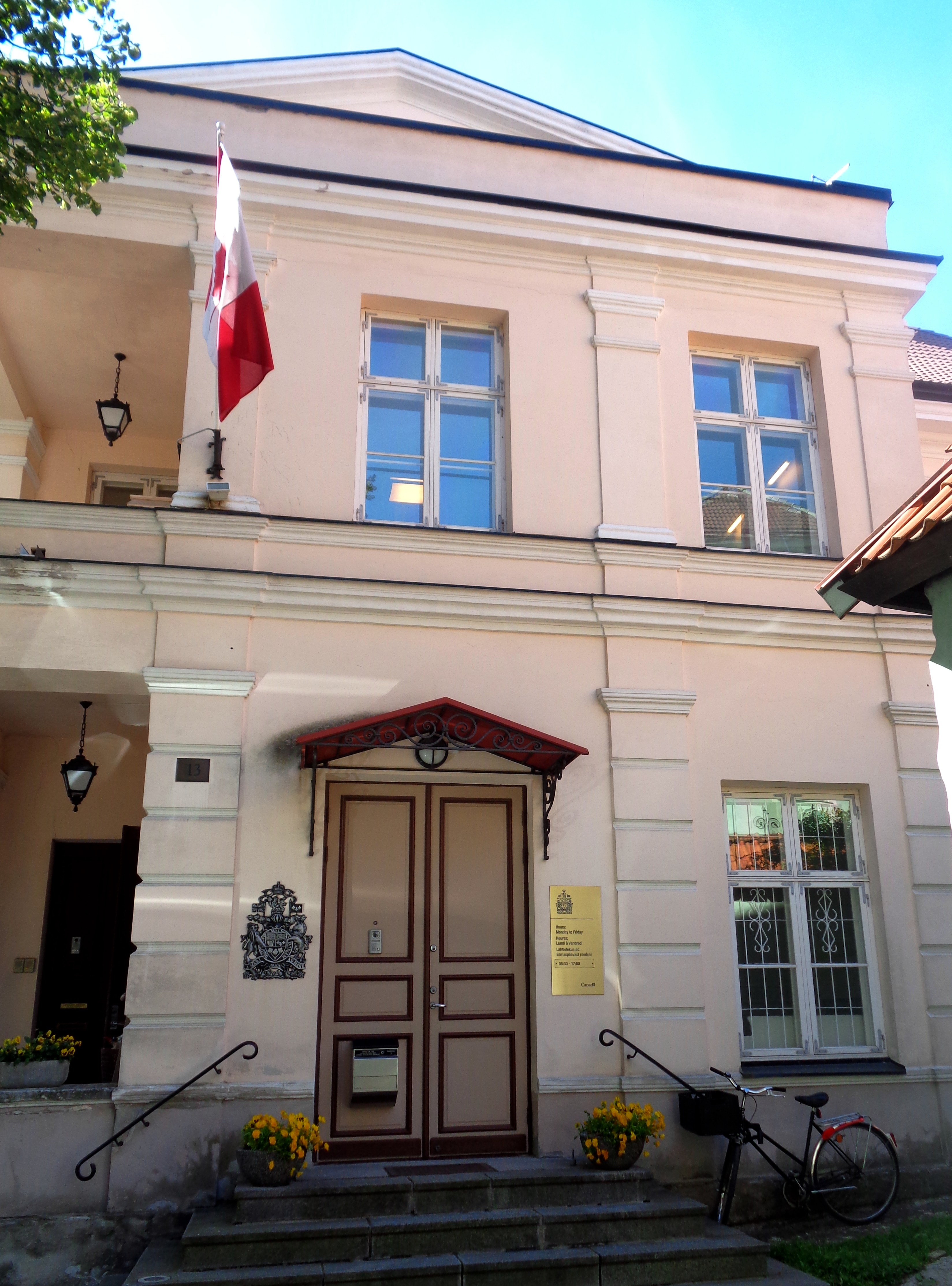
Таллиннское Представительство Офиса Посольства Канады в Риге

Список дипломатических миссий Канады — Канада имеет свои дипломатические представительства в большом количестве в различных уголках мира. Являясь страной-членом Британского содружества, Канада в других государствах, в него входящих, главой своих миссий туда назначает «высшего комиссара» в ранге посла.
Канадская франкоговорящая провинция Квебек, имеющая отдельное министерство внешних сношений (Ministère des Relations internationales), также имеет свои представительства за пределами Канады — 12 представительств, 10 бюро и 4 торговых миссии.
Канада также заключила особое соглашение с Австралией о взаимной защите интересов, на основании которого в 21 канадское представительство в городах, где отсутствуют австралийские миссии, представляют также интересы Австралии. Соответственно 19 австралийских представительств осуществляют подобную работу в пользу Канады там, где нет канадских миссий.

## Европа
- Австрия, Вена (посольство)
- Бельгия, Брюссель (посольство)
- Ватикан (посольство)
- Хорватия, Загреб (посольство)
- Чехия, Прага (посольство)
- Эстония, Таллин (представительство)
- Дания, Копенгаген (посольство)
- Финляндия, Хельсинки(посольство)
- Франция, Париж (посольство)
- Германия, Берлин (посольство)
  - Дюссельдорф (консульство)
  - Штутгарт (консульство)
  - Мюнхен (генеральное консульство)
- Греция, Афины (посольство)
- Венгрия, Будапешт (посольство)
- Исландия, Рейкьявик (посольство)
- Ирландия, Дублин (посольство)
- Италия, Рим (посольство)
- Латвия, Рига (Embassy)
- Литва, Вильнюс (представительство)
- Нидерланды, Гаага (посольство)
- Норвегия, Осло (посольство)
- Польша, Варшава (посольство)
- Португалия, Лиссабон (посольство)
- Румыния, Бухарест (посольство)
- Россия, Москва (посольство)
- Сербия, Белград (посольство)
- Словакия, Братислава (посольство)
- Испания, Мадрид (посольство)
- Швеция, Стокгольм (посольство)
- Швейцария, Берн (посольство)
  - Женева (генеральное консульство)
- Украина, Киев (посольство)
  - Львов (консульство)
- Великобритания, Лондон (высший комиссариат)

## Африка
- Алжир, Эль-Джазаир (посольство)
- Бенин, Котону (представительство)
- Буркина-Фасо, Уагадугу (посольство)
- Камерун, Яунде (высший комиссариат)
- Демократическая Республика Конго, Киншаса (посольство)
- Кот д’Ивуар Абиджан (посольство)
- Египет, Каир (посольство)
- Эфиопия, Аддис-Абеба (посольство)
- Гана, Аккра (высший комиссариат)
- Кения, Найроби (высший комиссариат)
- Ливия, Триполи (посольство)
- Мали, Бамако (посольство)
- Марокко, Рабат (посольство)
- Мозамбик, Мапуту (высший комиссариат)
- Нигер, Ниамей (представительство)
- Нигерия, Абуджа (высший комиссариат)
  - Лагос (генеральное консульство)
- Сенегал, Дакар (посольство)
- ЮАР, Претория (высший комиссариат)
  - Кейптаун (генеральное консульство)
  - Иоханнесбург (генеральное консульство)
- Судан, Хартум (посольство)
- Танзания, Дар-эс-Салам (высший комиссариат)
- Тунис, Тунис (посольство)
- Замбия, Лусака (высший комиссариат)
- Зимбабве, Хараре (посольство)

## Азия
- Афганистан, Кабул (посольство)
- Бангладеш, Дакка (высший комиссариат)
- Бруней, Бандар-Сери-Бегаван (высший комиссариат)
- Китай, Пекин (посольство)
  - Гуанчжоу (генеральное консульство)
  - Гонконг (генеральное консульство)
  - Шанхай (генеральное консульство)
  - Чунцин (генеральное консульство)
- Индия, Нью-Дели (высший комиссариат)
  - Чандигарх (генеральное консульство)
  - Мумбай (генеральное консульство)
  - Ченнай (консульство)
- Индонезия, Джакарта (посольство)
  - Медан (генеральное консульство)
- Япония, Токио (посольство)
  - Нагоя (генеральное консульство)
- Казахстан, Астана (посольство)
- Южная Корея, Сеул (посольство)
- Малайзия, Куала-Лумпур (высший комиссариат)
- Монголия, Улан-Батор (посольство)
- Пакистан, Исламабад (высший комиссариат)
- Филиппины, Манила (посольство)
- Сингапур (высший комиссариат)
- Шри-Ланка, Коломбо (высший комиссариат)
- Таиланд, Бангкок (посольство)
- Тайвань, Тайбэй (торговое представительство)
- Вьетнам, Ханой (посольство)
  - Сайгон (генеральное консульство)

## Ближний и Средний Восток
- Иран, Тегеран (посольство)
- Израиль, Тель-Авив (посольство)
- Иордания, Амман (посольство)
- Кувейт, Эль-Кувейт (посольство)
- Ливан, Бейрут (посольство)
- Оман, Маскат (посольство)
- Палестинская национальная администрация, Рамаллах (представительство)[1]
- Саудовская Аравия, Эр-Рияд (посольство)
- Сирия, Дамаск (посольство)
- Турция, Анкара (посольство)
  - Стамбул (генеральное консульство)
- ОАЭ, Абу-Даби (посольство)
  - Дубай (генеральное консульство)

## Северная Америка
- Барбадос, Бриджтаун (высший комиссариат)
- Коста-Рика, Сан-Хосе (посольство)
- Куба, Гавана (посольство)
- Доминиканская Республика, Санто-Доминго (посольство)
- Сальвадор, Сан-Сальвадор (посольство)
- Гватемала, Гватемала (посольство)
- Гаити, Порт-о-Пренс (посольство)
- Гондурас, Тегусигальпа (представительство)
- Ямайка, Кингстон (высший комиссариат)
- Мексика, Мехико (посольство)
  - Монтеррей (генеральное консульство)
  - Гвадалахара (консульство)
- Панама, Панама (посольство)
- США, Вашингтон (посольство)
  - Чикаго (генеральное консульство)
  - Хьюстон (генеральное консульство)
  - Нью-Йорк (генеральное консульство)
  - Сан-Франциско (генеральное консульство)
  - Атланта (генеральное консульство)
  - Бостон (генеральное консульство)
  - Буффало (генеральное консульство)
  - Даллас (генеральное консульство)
  - Денвер (генеральное консульство)
  - Детройт (генеральное консульство)
  - Лос-Анджелес (генеральное консульство)
  - Майями (генеральное консульство)
  - Миннеаполис (генеральное консульство)
  - Сиэтл (генеральное консульство)
  - Анкоридж (консульство)
  - Пало-Алто (консульство)
  - Филадельфия (консульство)
  - Финикс (консульство)
  - Роли (консульство)
  - Сан-Диего (консульство)
  - Принстон (торговое представительство)
- Сен-Пьер и Микелон (консульство)
- Тринидад и Тобаго, Порт-оф-Спейн (высший комиссариат)

## Южная Америка
- Аргентина, Буэнос-Айрес (посольство)
- Бразилия, Бразилиа (посольство)
  - Сан-Паулу (генеральное консульство)
  - Рио-де-Жанейро (генеральное консульство)
- Чили, Сантьяго (посольство)
- Колумбия, Богота (посольство)
- Эквадор, Кито (посольство)
- Гайана, Джорджтаун (высший комиссариат)
- Перу, Лима (посольство)
- Уругвай, Монтевидео (посольство)
- Венесуэла, Каракас (посольство)

## Океания
- Австралия, Канберра (высший комиссариат)
  - Сидней (генеральное консульство)
- Новая Зеландия, Веллингтон (высший комиссариат)

## Международные организации
- Брюссель (миссия при ЕС)
- Женева (постоянная миссия при учреждениях ООН)
- Нью-Йорк (постоянная миссия при ООН)
- Париж (постоянная миссия при ЮНЕСКО)
- Вена (постоянная миссия при учреждениях ООН)
- Вашингтон (постоянная миссия при ОАГ)
- Аддис-Абеба (постоянный наблюдатель при Африканском союзе)
- Рим (постоянная миссия при ФАО)